# Bernt Ringqvist
Bernt Johan Ringqvist, född 31 december 1917 i Habo församling (dåvarande Skaraborgs län), död 6 september 1966 i Mölekullen i Habo församling, var en svensk målare.
Bernt Ringqvist var son till häradsdomaren och hembygdsforskaren Karl Ringqvist och Edla Johansson i Mölekullen, Habo. Han studerade vid Jönköpings högre allmänna läroverk och utbildade sig vid Otte Skölds målarskola i Stockholm samt i Frankrike.
Han var medlem i Konstnärernas riksorganisation (KRO) och hade separatutställningar i Stockholm (1949 och 1964) samt på museerna i Jönköping, Växjö, Borås och Eskilstuna. Han deltog också i samlingsutställningar i Stockholm och Paris. Han är representerad vid Moderna museet i Stockholm, Jönköping läns museum, Smålands museum i Växjö och Eskilstuna konstmuseum museer, tingshuset i Falköping och Jönköpings stads samlingar.
Han var från 1961 gift med journalisten Karin Kellgren (1920–2010), förut gift med konstnären Hans W. Sundberg samt dotter till trädgårdsmästaren Gervin Kellgren och Ellen Svensson.